# Renata Briano
Renata Briano (Genova, 23 febbraio 1964) è una politica e attivista italiana, parlamentare europeo del Partito Democratico.

## Biografia
Nata ad Genova nel 1964, è laureata in Scienze Naturali e ha avuto incarichi presso l'Istituto nazionale per le Tecnologie Didattiche del CNR e presso ARPA Liguria.
Dal 2000 al 2010 è Assessore all'Ambiente e allo Sviluppo Sostenibile, Caccia e Pesca della Provincia di Genova. Dal 2010 al 2014 ha ricoperto l'incarico di assessore all'Ambiente e alla Protezione Civile della giunta della regione Liguria.
Nel 2014 si è candidata alle elezioni europee nella circoscrizione nord-ovest, risultando eletta con 46 960 voti di preferenza.